# Ctenoneurus hochstetteri
Ctenoneurus hochstetteri är en insektsart som först beskrevs av Mayr 1866.  Ctenoneurus hochstetteri ingår i släktet Ctenoneurus och familjen barkskinnbaggar. Inga underarter finns listade i Catalogue of Life.